# Bagnet verd
Il bagnèt verd ([baˈɲɛt ˈvɛɾt]), anche conosciuto come bagnèt piemontese o salsa verde, è una tipica salsa piemontese a base di prezzemolo, aglio e acciughe conservate sotto sale, spesso servita con il bollito, sui tomini, sulle acciughe sotto sale oppure su altre pietanze. È stato incluso tra i prodotti agroalimentari tradizionali (P.A.T.) piemontesi (cod.:90).
Questa salsa, con varianti locali, si è diffusa in tutto il Nord Italia.
Ne esiste anche una versione senza aglio.

## Descrizione

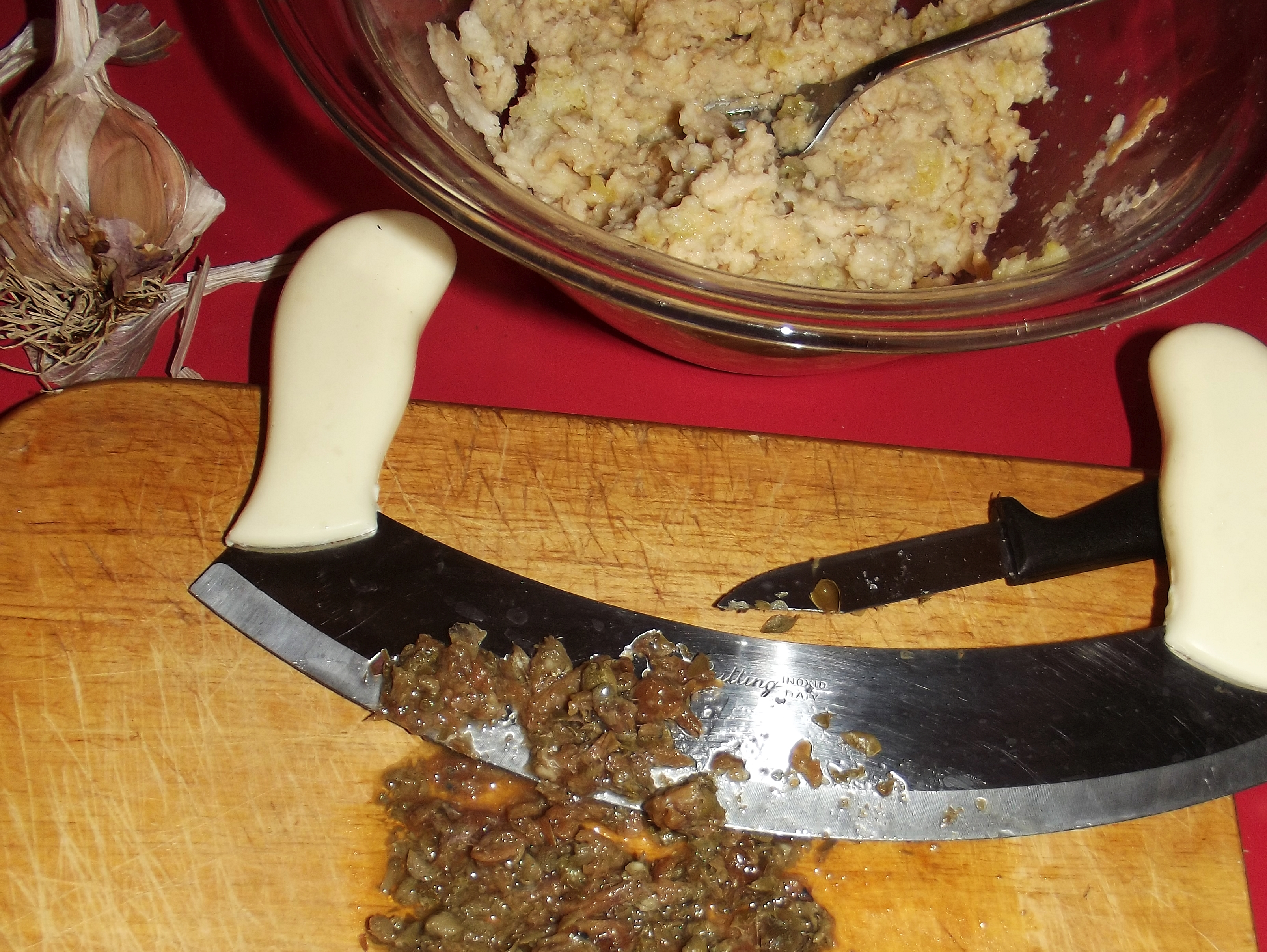
Taglio di acciughe dissalate e capperi (opzionali)

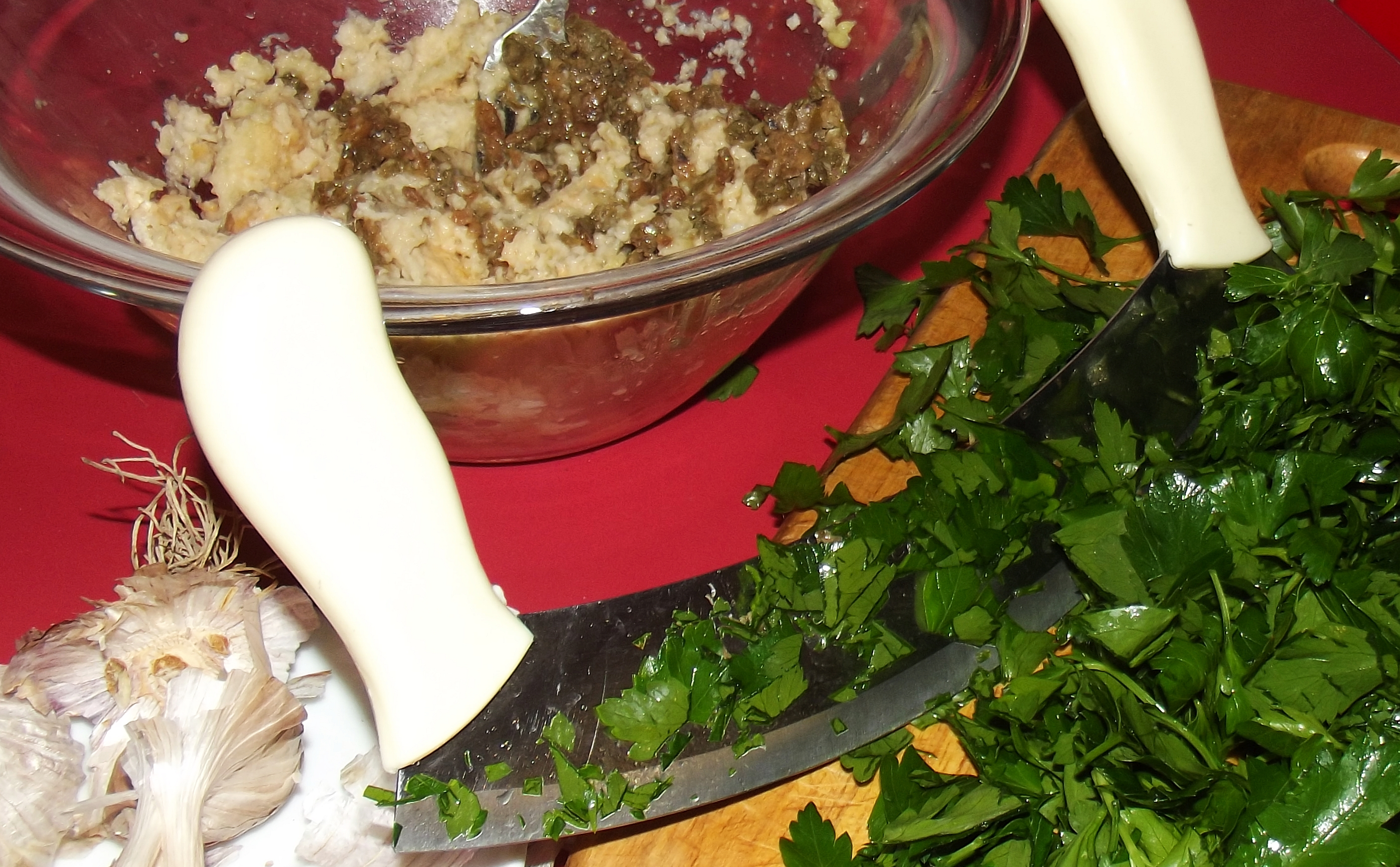
Taglio del prezzemolo

Nella preparazione intervengono i seguenti ingredienti: prezzemolo, acciughe sotto sale (previa dissalatura), mollica di pane, aglio, olio di oliva, aceto di vino, tuorlo d'uovo (non indispensabile), capperi sotto sale (facoltativi), sale e pepe (la salatura è condizionata alla quantità di acciughe rispetto agli altri ingredienti: infatti queste, per quanto ben pulite, contengono sempre un'elevata quantità di sale).
Il nome deriva dal colore conferitogli dall'ingrediente principale, cioè il prezzemolo. È simile al Bagnet ross.
È una ricetta nata nel XIX secolo alla corte di re Carlo Alberto per insaporire la carne.
L'alimento è anche conosciuto come "salsa verde", un termine che indica però più genericamente diverse salse a base di capperi, acciughe e prezzemolo preparate in tutta Europa.

## Preparazione
Secondo l'antica preparazione, la mollica di pane viene imbevuta di aceto, poi strizzata e messa in una ciotola. A parte si trita il prezzemolo e l'aglio (quest'ultimo, nella ricetta tradizionale, dovrebbe essere tritato e non spremuto, in modo che rimanga a tocchetti piccoli, ma visibili) unendo poi per la tritatura le acciughe dissalate, pulite e private della lisca, della testa e della coda, il tuorlo d'uovo ed eventualmente un po' di peperoncino, anch'esso tritato. Infine si unisce il tutto regolando il sale e, aggiungendo lentamente abbondante olio di oliva, si gira il composto con una forchetta o con una frusta fino a rendere la salsa piuttosto fluida. Prima di servirla la salsa va fatta riposare per almeno una mezz'ora.
In alternativa al tradizionale sminuzzamento degli ingredienti con la mezzaluna può essere utilizzato il frullatore ad immersione, e le acciughe possono essere sostituite da pasta di acciughe.

## Uso
L'uso tipico è come condimento del bollito misto.

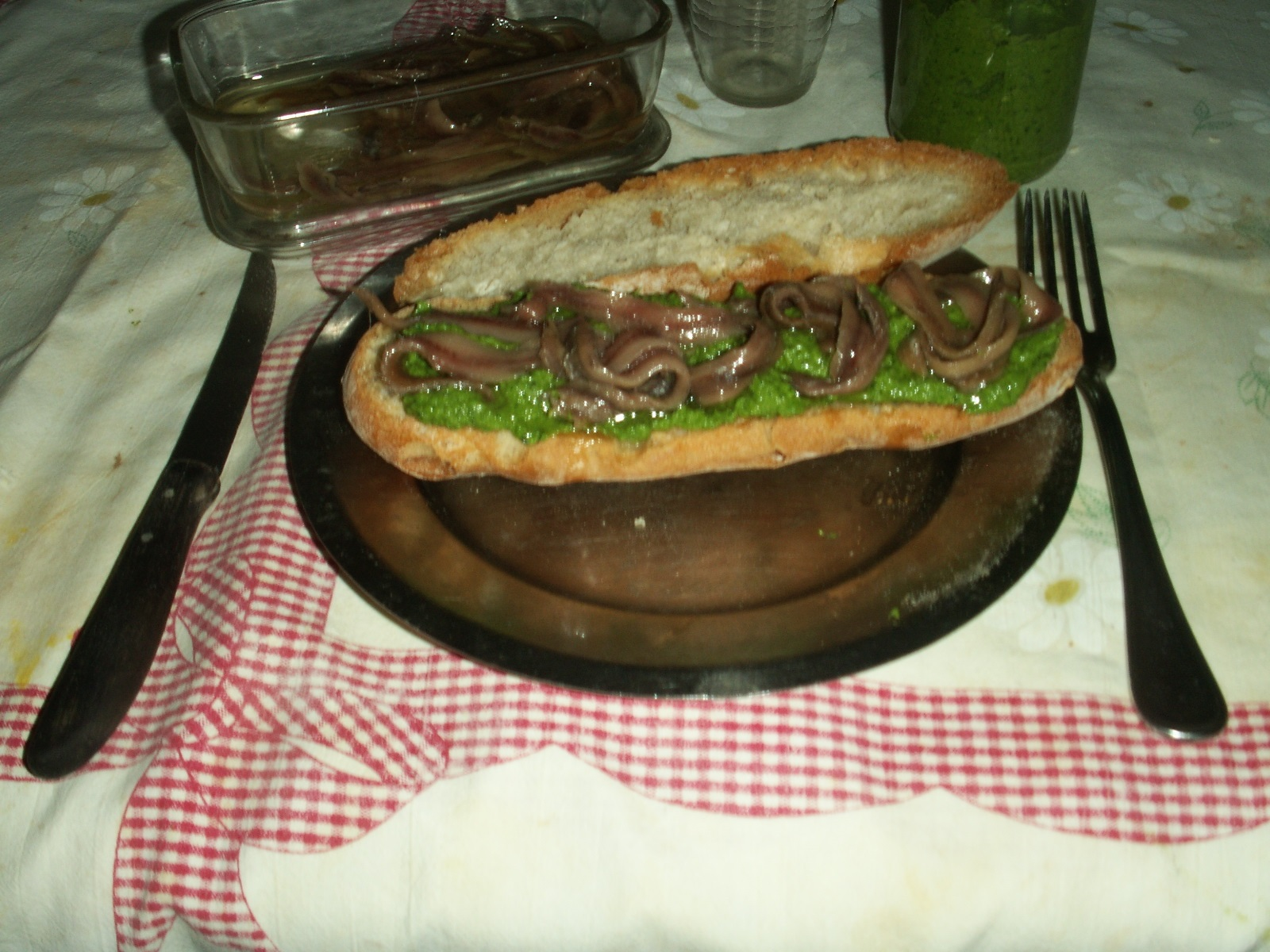
Panino di acciughe al bagnetto verde

Il bagnetto verde si usa anche come antipasto su crostini di pane croccante, su filetti di acciuga dissalata o come condimento delle patate lesse.

## Varianti
La ricetta può essere preparata aggiungendo capperi e cetriolini tritati, oppure peperoni o peperoncini e cipolle. In alcuni paesi esteri, la salsa viene mescolata con l'uovo, il pepe e il peperoncino.